# Jandek
Jandek est une formation musicale dirigée par Sterling R. Smith et qui œuvre depuis 1978 sous l’enseigne du label Corwood Industries sis Houston-Texas – États-Unis.

## Discographie
- 0739 • Ready for the House (1978)
- 0740 • Six and Six (1981)
- 0741 • Later On (1981)
- 0742 • Chair Beside a Window (1982)
- 0743 • Living in a Moon So Blue (1982)
- 0744 • Staring at the Cellophane (1982)
- 0745 • Your Turn to Fall  (1983)
- 0746 • The Rocks Crumble (1983)
- 0747 • Interstellar Discussion (1984)
- 0748 • Nine-Thirty (1985)
- 0749 • Foreign Keys (1985)
- 0750 • Telegraph Melts (1986)
- 0751 • Modern Dances (1987)
- 0753 • Blue Corpse (1987)
- 0754 • You Walk Alone (1988)
- 0755 •  On the Way (1988)
- 0756 • The Living End (1989)
- 0757 • Somebody in the Snow (1990)
- 0758 • One Foot in the North (1991)
- 0759 • Lost Cause (1992)
- 0760 • Twelfth Apostle (1993)
- 0761 • Graven Image (1994)
- 0762 • Glad to Get Away (1994)
- 0763 • White Box Requiem (1996)
- 0764 • I Woke Up (1997)
- 0765 • New Town (1998)
- 0766 • The Beginning (1999)
- 0767 • Put My Dream on This Planet (2000)
- 0768 • This Narrow Road (2001)
- 0769 • Worthless Recluse (2001)
- 0770 • I Threw You Away (2002)
- 0771 • The Humility of Pain (2002)
- 0772 • The Place (2003)
- 0773 • The Gone Wait (2003)
- 0774 • Shadow of Leaves (2004)
- 0775 • The End of It All (2004)
- 0776 • The Door Behind (2004)
- 0777 • A Kingdom He Likes (2004)
- 0778 • When I Took That Train (2005)
- 0779 • Glasgow Sunday (live) (CD, 2005 ; DVD, 2006)
- 0780 • Raining Down Diamonds (2005)
- 0781 • Khartoum (2005)
- 0782 • Khartoum Variations (2006)
- 0783 • Newcastle Sunday (live) (2 CD, 2006 ; DVD, 2006)
- 0784 • What Else Does the Time Mean ? (2006)
- 0785 • Glasgow Monday - The Cell (live) (2 CD, 2006)
- 0786 • Austin Sunday (live) (2 CD, 2006)
- 0787 • The Ruins of Adventure (2006)
- 0788 • Manhattan Tuesday (live) (2 CD, 2007)
- 0789 • Brooklyn Wednesday (live) (2 CD, 2007)
- 0790 • The Myth of Blue Icicles (2008)
- 0791 • Glasgow Friday (live) (2008)
- 0792 • Glasgow Sunday 2005 (live) (2008)
- 0793 • London Tuesday (live) (2008)
- 0794 • Skirting the Edge (2008)
- 0795 • Hasselt Saturday (live) (2009)